# Blaise Pangalo
Blaise Pangalo ou Biaggio Pangalo (né vers 1650 à Forio sur l'île d'Ischia - mort le 17 novembre 1714 à Brest), connu aussi comme maistre Blaise, est un maître charpentier, maître constructeur des navires du roi Louis XIV de 1681 à 1714. Les plans de ses navires ont servi de modèles pour les vaisseaux de cette époque.

## Biographie
Blaise Pangalo est né à Forio sur l'île d'Ischia vers 1650. Il se prénomme alors Biaggio Pangalo. Constructeur napolitain, il travaille à Tunis lorsqu'il suit Tourville en France. Il obtient des « lettres de naturalité », dès son arrivée en France (1679), qu'il n'a pas fait enregistrer pour éviter le paiement des droits qui sont très élevés. Ce ne sera qu'en 1705, après maints rappels du roi et subséquents oublis de Pangalo, que le procureur général de La Tullaye, fait enregistrer ces lettres.
Il sert comme maître charpentier et son premier travail ordonné par Tourville concerne la refonte de la frégate La Favorite construite en 1678-1679 par F. Pomet. Le charpentier agrandira la frégate de 6 pieds. En 1680, à la demande de Tourville, il réalise un modèle réduit de vaisseau deux-ponts au port de Rochefort et qui doit être confronté à des modèles réduits construits par d'autres maîtres-charpentiers.  En cette même année 1680, Tourville le considère comme le « meilleur charpentier de France et même d'Europe » et recommande même qu'il forme les fils des maître-charpentiers Hubac, Honorat et Coulomb. Le modèle de vaisseau deux-ponts est démonté pour être présenté au roi sur le Grand Canal de Versailles; il y sera nommé le Modèle. Le chevalier de Tourville et Blaise Pangalo surveillent le remontage du modèle qui ne se terminera qu'en juin 1681 pour être confronté finalement au modèle de Duquesne. Entre-temps, Blaise Pangalo passe de Rochefort à Brest  en octobre 1680 afin d'y construire un autre modèle réduit de vaisseau qui sera opposé à celui du maître-charpentier Laurent Hubac lors d'épreuves au mois d'août 1681. Finalement, les deux modèles réduits de Brest seront utilisés comme navires de servitudes, celui de Pangalo sous le nom de Ardente et celui de Hubac sans nom.
Blaise Pangalo exerce comme constructeur naval de 1681 à 1689 à Toulon et Brest avec un passage exclusif à Brest de 1683 à 1686. En 1689, il est définitivement attaché au port de Brest.
En 1701, il reçoit une médaille d'or du roi. Les navires conçus par Pangalo sont alors considérés comme meilleurs manœuvriers et plus rapides que ceux de ses concurrents constructeurs. C'est pour cela, que lorsque Duguay-Trouin se voit autorisé la construction de deux vaisseaux de 54 canons à Brest, il demande qu'ils soient conçus par Blaise Pangalo. Pour des raisons administratives, seul un des deux vaisseaux, le Jason est construit par Pangalo (celui que choisi Duguay-Trouin), alors que le vaisseau Auguste est conçu par Hubac. Le Jason s'avère faire 3 lieues à l'heure et est capable de bien manoeuvrer tandis que l'Auguste s'avère être un navire lent. En 1706, Louis XIV avait beaucoup plus confiance en Pangalo qu'aux autres constructeurs brestois pour l'engager à la construction de deux vaisseaux de 70 canons. 
Blaise Pangalo meurt le 17 novembre 1714 à Brest.

### Famille
Il est marié à Marie Geslain d'Ennezart, issue d'une famille de constructeurs navals. La couple a trois enfants, Joseph né à Brest en 1684 dans le quartier de Recouvrance, Madeleine qui meurt en 1695 et Claire-Lucie. Sa fille Claire-Lucie épouse le 24 juillet 1706 le capitaine de navires marchands et futur armateur, Pierre Laporte-Le Maître (de Saint-Malo). Son épouse décède le 16 octobre 1699 âgée de 40 ans. Il entretient ensuite une relation avec sa servante, Mathurine Savet, dont il a un enfant Antoine Blaise qui fut reconnu enfant naturel et non légitime d'Antoine Blaise Pangalo et de Mathurine Savet.
Blaise Pangalo devient aussi le parrain du fils de son beau-frère Julien Geslain (sous-constructeur) dont l'enfant né en 1706 se prénomme Blaise. 
Son fils Joseph, qu'il forme, est sous-maître-constructeur et reçoit aussi des lettres de naturalité. En 1702, il co-écrit un mémoire avec Hubac sur les qualités et défauts de la constructions de différents navires. En 1703, il est maître-constructeur au port de Brest et devient aussi un constructeur reconnu, notamment en Russie où il se rend en 1720 et où il décède en 1722.

## Navires construits
Blaise Pangalo construit 15 vaisseaux pour la marine du roi Louis XIV dont la plupart de ceux mis en chantier à Brest, ainsi que divers autres navires comme des frégates, des brûlots ou des barques longues,.